# Tossal Rodó (Fontanals de Cerdanya)
El Tossal Rodó és una muntanya de 1.754 metres que es troba al municipi de Fontanals de Cerdanya, a la comarca de la Baixa Cerdanya.